# Smegma
Lo smegma è un prodotto di secrezione dei genitali maschili e femminili, cui si associano cellule epiteliali esfoliate provenienti dalle mucose, sebo e materiali umidi, in genere di provenienza urinaria.

## Etimologia
Il termine  smegma deriva dal greco σμῆγμα e letteralmente significa sapone.

## Fisiologia nell'uomo
Entrambi i sessi producono smegma. Nei maschi lo smegma è prodotto e si viene a raccogliere sotto il prepuzio. Nelle femmine lo smegma si raccoglie intorno al clitoride e nelle pieghe delle piccole labbra.

### Femmine

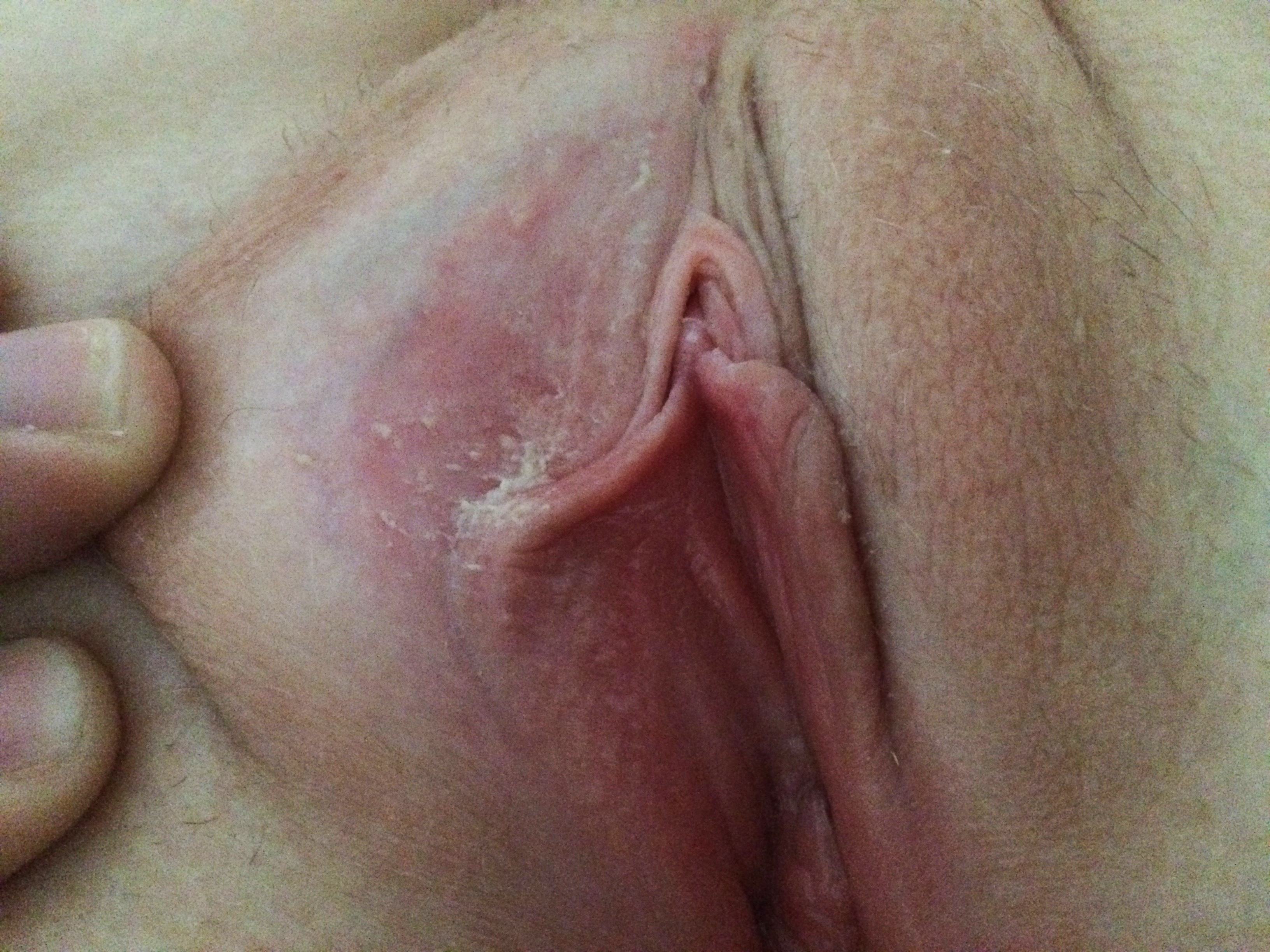
Smegma accumulatosi tra le grandi e piccole labbra

Lo smegma viene prodotto dalle ghiandole apocrine della clitoride, e inoltre da particolari ghiandole sebacee rintracciabili a livello delle piccole labbra. Nella piena maturità sessuale queste ghiandole secernono appunto una sostanza bianca, simile allo smegma prepuziale. Come già accennato, al materiale di provenienza ghiandolare si aggiungono cellule epiteliali di sfaldamento delle mucose e materiali umidi, in genere componenti dell'urina.

### Maschi

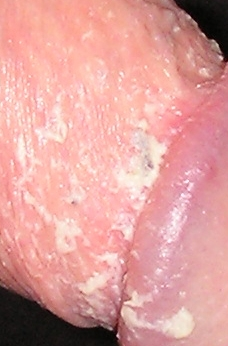
Smegma raccolto nel solco balano-prepuziale

Lo smegma nel maschio è prodotto dalle ghiandole del solco balano-prepuziale (ghiandole riscontrabili alla base del glande del pene). Lo smegma è di colore biancastro. Originariamente si riteneva che lo smegma fosse prodotto dalle ghiandole sebacee situate vicino al frenulo, chiamate ghiandole di Tyson. Tuttavia, studi successivi non sono riusciti a dare una conferma di questa tesi. Secondo Wright, lo smegma viene prodotto dalle cellule della mucosa del prepuzio. Queste cellule si accrescono e tendono a migrare verso la superficie della mucosa, si distaccano e subiscono una degenerazione grassa, dando così luogo allo smegma. A parere di Parkash, poiché si è visto che lo smegma contiene il 26,6% di grassi e il 13,3% di proteine, questo fatto indica con ragionevole certezza che si tratta di composti derivanti da detriti necrotici epiteliali.
Recentemente si è pensato che lo smegma fosse ricco in squalene e secrezioni prostatiche e seminali, nonché di cellule epiteliali e di mucina probabilmente originata dalle ghiandole uretrali di Littre. Alcuni autori affermano che lo smegma contiene enzimi con attività antibatterica, come il lisozima e ormoni come l'androsterone, sebbene altri autori non concordino con queste indicazioni.
Secondo Wright la quantità di smegma prodotta durante l'infanzia è molto limitata, anche se nel prepuzio è possibile riscontrare la presenza di alcune ghiandole sebacee. A parere di questo autore, la produzione di smegma aumenta dalla adolescenza fino alla maturità sessuale, quando la funzione lubrificatoria dello smegma assume il suo pieno valore. A partire dalla mezza età la produzione di smegma si riduce, fino a scomparire completamente nella vecchiaia. Oster in un suo lavoro scientifico riferisce che l'incidenza di smegma aumenta dell'1% tra i 6-7 anni e dell'8% tra i 16-17 anni (con un'incidenza complessiva del 5%).

## Fisiologia nei mammiferi
Negli animali sani lo smegma aiuta a pulire e lubrificare i genitali. In medicina veterinaria, l'analisi dello smegma è talvolta utilizzata per rilevare eventuali agenti patogeni delle vie urogenitali, ad esempio il Tritrichomonas foetus. L'accumulo di smegma nelle pieghe prepuziali degli equini, nella fossa uretrale e nel diverticolo uretrale può comportare la formazione di grandi granuli e favorire l'infezione da Taylorella equigenitalis, l'agente eziologico della metrite equina contagiosa. Alcuni veterinari hanno raccomandato la pulizia periodica dei genitali maschili per migliorare la salute degli animali.

## Complicanze

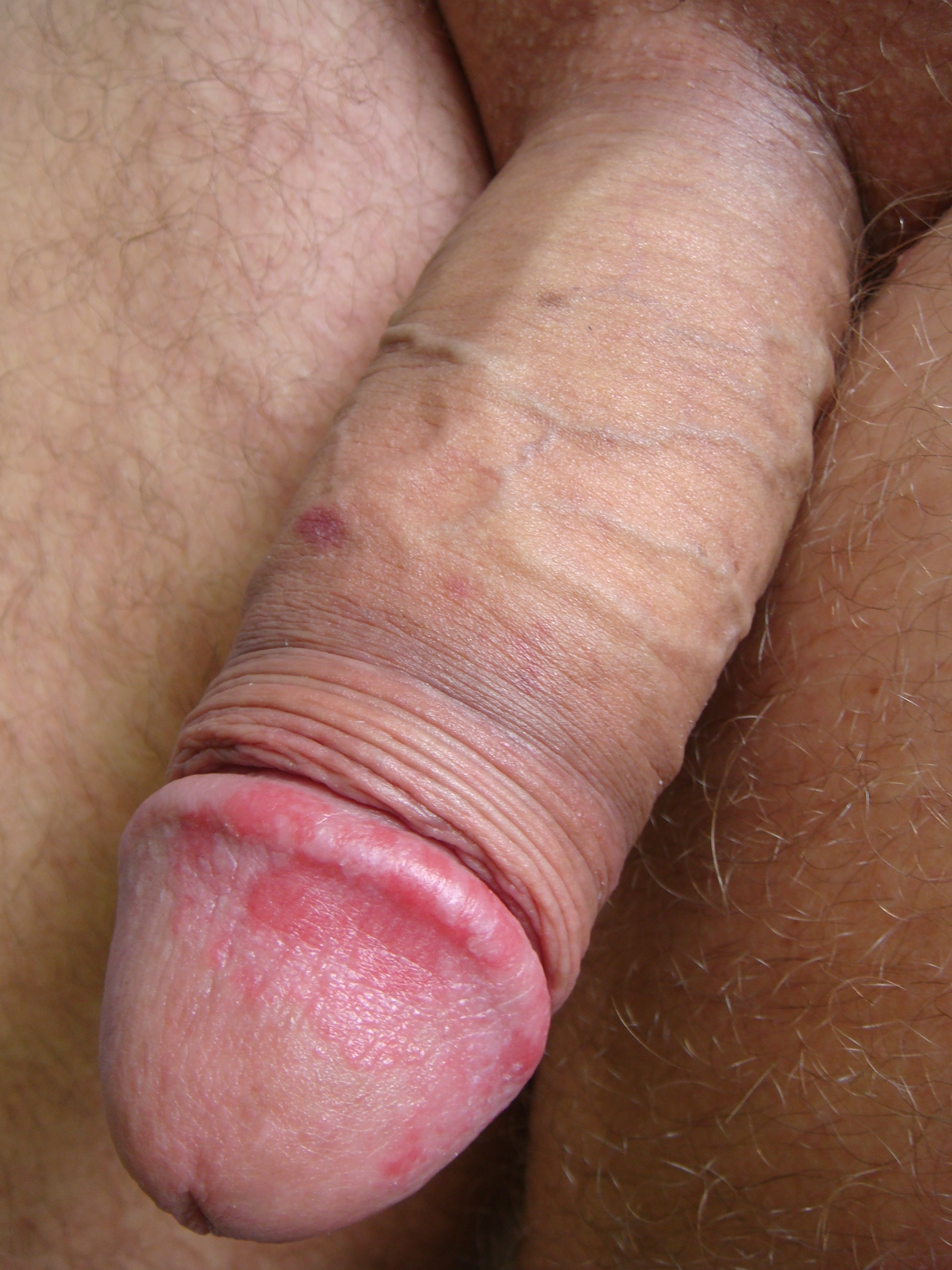
Il ristagno di smegma nel solco balano-prepuziale potrebbe dare origine a balaniti (infezioni del glande) oppure a balanopostiti (infezioni a carico di glande e prepuzio)

La presenza di smegma, materiale umido e ricco di proteine, rappresenta un ideale terreno di replicazione e crescita per molti microrganismi (batteri e funghi). In conseguenza di questa replicazione aumenta la frequenza di processi infettivi e infiammatori a carico di glande e prepuzio: le balaniti e balanopostiti.
Lo smegma e i processi infiammatori a carico di glande e prepuzio potrebbero coinvolgere un'eventuale partner sessuale femminile inducendone vaginiti, cerviciti e perfino il carcinoma della cervice. I processi flogistici ripetuti a carico del pene possono determinare cronicamente un restringimento cicatriziale del prepuzio. Questo processo è noto con il nome di fimosi.

## Smegma, circoncisione e cancro del pene
Nei paesi anglosassoni, e in particolare negli USA molti medici sono stati accesi sostenitori della circoncisione. Alcuni studi scientifici mettevano in evidenza come la pratica della circoncisione facilitasse una buona igiene intima ed evitasse il permanere dello smegma a contatto della mucosa del glande. Si riteneva infatti che lo smegma potesse avere un'azione di cancerogenesi sulle cellule epiteliali del glande. Recenti studi hanno però messo in evidenza come il cancro del pene abbia un'incidenza bassissima prima dei 65 anni, indipendentemente dal fatto che il paziente sia circonciso o meno.
Lo sviluppo del cancro del pene sarebbe perciò correlato non tanto all'azione dello smegma, quanto all'infezione da HPV e al tabagismo. Tuttavia ancora oggi l'American Cancer Society ritiene che gli uomini con smegma abbiano un rischio aumentato di cancro del pene. Gli uomini circoncisi avrebbero meno probabilità di rimanere infettati con il virus del papilloma umano (HPV), anche dopo aver considerato le differenze di comportamento sessuale. Sempre secondo questa fonte la maggior parte degli esperti oggi ritiene che lo smegma di per sé non provochi il cancro del pene, ma possa irritare e infiammare il pene, aumentando in modo indiretto il rischio di cancro.